# Ciano (Loja)
Ciano ist eine Ortschaft und eine Parroquia rural („ländliches Kirchspiel“) im Kanton Puyango der ecuadorianischen Provinz Loja. Die Parroquia besitzt eine Fläche von 81,26 km². Die Einwohnerzahl lag im Jahr 2010 bei 1426.

## Lage
Die Parroquia Ciano liegt in den Ausläufern der westlichen Anden im Südwesten von Ecuador. Der Río Puyango fließt entlang der nördlichen Verwaltungsgrenze in Richtung Westsüdwest. Dessen Nebenflüsse Río Tamine und Quebrada Cochurco begrenzen das Verwaltungsgebiet im Osten sowie im Westen und im Südwesten. Ein Höhenrücken verläuft in WSW-ONO-Richtung durch die Parroquia. Der etwa 1517 m hoch gelegene Hauptort befindet sich 11 km nordnordöstlich vom Kantonshauptort Alamor. Eine etwa 13 km lange Nebenstraße verbindet Ciano mit der entlang der westlichen Verwaltungsgrenze verlaufenden Fernstraße E25 (Arenillas–Zapotillo).
Die Parroquia Ciano grenzt im Norden an die Provinz El Oro mit der Parroquia El Paraíso (Kanton Las Lajas), im Nordosten an die Parroquia Orianga (Kanton Paltas), im Südosten an die Parroquia Vicentino, im Süden an die Parroquia El Arenal sowie im Westen an die Parroquia Alamor. 

## Orte und Siedlungen
In der Parroquia gibt es folgende Comunidades: Centro Ciano, Ciano Nuevo, Cerro Verde, Cumbrerillas, Valle Hermoso, Palmeritas, Alto de la Cruz und Puyango Nuevo.

## Geschichte
Die Gründung der Parroquia Ciano wurde am 26. September 1956 im Registro Oficial N° 94 bekannt gemacht und damit wirksam. Zuvor gehörte Ciano anfangs zur Parroquia Mercadillo, später zur Parroquia Vicentino.